# 氟硅酸铵
氟矽酸銨或稱六氟硅酸铵，是一種白色的結晶體 ，分子式為(NH4)2[SiF6]。和其它氟硅酸盐一样，氟硅酸铵有毒。氟硅酸铵至少有三种同质异形体，并在自然界中以稀有矿物方氟硅铵石或氟硅铵石的形式出现。

## 制备
氟硅酸铵可以由氟硅酸和氨反应而成：
{\displaystyle \mathrm {2\ NH_{3}+H_{2}[SiF_{6}]\longrightarrow (NH_{4})_{2}[SiF_{6}]} }

## 结构
氟硅酸铵有三种主要的同质异形体。α-(NH4)2[SiF6] 是立方晶系的，空间群 Fm3m (No. 225)，对应的矿物是方氟硅铵石。β相的氟硅酸铵则是三方晶系的，在自然中以氟硅铵石矿物的形式存在。第三种同质异形体——γ相于2001年被发现，为六方晶系。这三种同质异形体的 [SiF6]2− 八面体都以层状排列。在α相中，这些层都和[111]方向垂直。在β和γ相中，这些层垂直于c轴。α-(NH4)2[SiF6]的硅原子是面心立方堆积 (CCP)的，γ相为六方密堆积，而 β-(NH4)2[SiF6] 是原始六方堆积的。三种相态的 (NH4)+周围都有十二个氟原子。
尽管氟硅铵石在室温下是亚稳态，它似乎不会变成另一个同质异形体。尽管如此，氟硅铵石还是很脆弱的，将它研磨会产生一点的方氟硅铵石。在 0.2 至0.3 GPa的压力下，方氟硅铵石会不可逆转变为氟硅铵石。
(NH4)2[SiF6] 中的氢键允许氟硅酸铵通过普通盐不能的方式改变相态。阳离子和阴离子之间的相互作用在铵盐的相态改变中尤为重要。

## 天然存在
氟硅酸铵在自然界中很罕见。它是火山喷气孔和煤层火的升华产物。它也以方氟硅铵石或氟硅铵石矿物的形式存在，分别是氟硅酸铵的两种同质异形体。

## 化学性质和危險性
虽然氟硅酸铵不可燃，但它在火中仍会释放危险的烟雾，例如氢氟酸、四氟化硅和氮氧化物。它也会腐蚀铝。氟硅酸铵可溶于水，形成酸性溶液。
氟矽酸銨有毒，对眼睛、皮肤和上呼吸道有强烈刺激作用，另外如果不慎食入，短期症狀會造成口腔、咽喉、鼻烧伤并出血，而食入2~5g會致死。

## 用处
氟硅酸铵可用作消毒剂，也用于蚀刻玻璃、金属铸造和电镀。作为一种洗衣酸，氟硅酸铵也可以用来中和洗衣机的水。